# علي أباد الو
علي أباد الو (بالفارسية: علی‌آباد الو) هي قرية تقع في قسم آذري الريفي (مقاطعة إسفراين) في إيران. يقدر عدد سكانها بـ 153 نسمة .